# Classe Tromp (fregata)
La classe Tromp era una classe di fregate missilistiche della marina militare olandese, composta da due unità (Tromp (F 801) e De Ruyter (F 802)) costruite tra il 1971 e il 1974 e poi dismesse all'inizio degli anni 2000.

## Storia
Le due fregate missilistiche Tromp e De Ruyter erano le componenti di questa classe di navi, che hanno rappresentato il meglio della progettazione della cantieristica olandese durante la Guerra Fredda.
Lo scafo era a ponte continuo, con un bordo libero mediamente elevato ma senza castello prodiero. Le sovrastrutture erano state sviluppate notevolmente, anche perché le unità erano state previste come navi comando per lo staff di un ammiraglio. La flotta olandese ha avuto una ripartizione di tre gruppi di ricerca antisommergibile, due dei quali comandati dalle Tromp, e il terzo con le due unità della Classe Van Heisembeck che si alternavano al comando; così le Tromp erano state pensate per operare come navi di comando piuttosto, nonostante la potenza di fuoco, che come navi di combattimento di prima linea. Per l'impiego di navi combattenti erano previste le unità classe Kortenaer, più piccole e veloci.
La sovrastruttura era caratteristica, con quattro ponti sopra il ponte di coperta, e sormontata da un'immensa cupola di protezione per il radar SPS-01 tridimensionale da scoperta aerea, costituita da una struttura in materiale dielettrico, grigio chiaro come il resto della nave. Come i cacciatorpediniere italiani classe Audace, le sovrastrutture erano state suddivise in due blocchi, ma il primo era molto grande e lungo, con due ponti che corrono per circa due terzi della lunghezza della nave. L'albero dell'elettronica minore era sistemato dietro la cupola con i fumaioli in mezzo, costituiti da due elementi inclinati all'esterno, paralleli tra di loro, con una simile disposizione alle fregate MEKO 200. La sovrastruttura prodiera terminava poco dietro, con i radar di illuminazione per i missili SM-1MR. La differenza tra le Tromp e gli Audace, a parte la cupola del radar (che rendeva le navi simili alle due fregate classe Suffren francesi) era soprattutto nella disposizione dei radar: nel caso delle navi italiane vi era un blocco poppiero delle sovrastrutture più lungo, con la presenza della coppia di radar e anche del sistema SPS-40 tridimensionale su di un albero; le navi olandesi invece non avevano questi radar: non avevano il solito equipaggiamento radar bidimensionale+radar tridimensionale a più corto raggio, ma solo un radar tridimensionale a lungo raggio, che forniva i dati ai due radar guidamissili SPG-51. A parte questo, la sovrastruttura poppiera, un blocco relativamente piccolo, aveva nondimeno sia il lanciamissili Mk 13 per 40 SM-1MR Standard, che un hangar per un elicottero. Il tipo di elicottero usato era il Westland Lynx nelle versioni olandesi SH-14B o C.
L'apparato motore era uguale a quello delle Kortenaer, ma leggermente depotenziato. Per le andature di crociera vi erano due Rolls Royce Tyne, per le alte velocità due Olympus della stessa ditta britannica: entrambe erano turbine di provenienza aeronautica, ripartite su due assi e azionabili in alternativa un gruppo all'altro (COGOG, "combinato gas o gas"), e non in contemporanea. Questo apparato motore che non contemplava diesel di crociera era anche lo stesso adottato per le fregate Type 22 britanniche del primo e secondo lotto.
Il sistema d'arma comprendeva un lanciamissili Standard SM-1MR con 40 armi, come dotazione standard, anche se il radar a lungo raggio tridimensionale olandese aveva sostituito i due normalmente in uso (tridimensionale a medio raggio e bidimensionale a lungo); per la protezione antiaerea vi erano otto lanciatori per missili AIM-7 Sparrow del tipo NATO a ricarica manuale, con 60 armi. Un radar di tiro WM-25 è sistemato davanti alla plancia, in una cupola sferica, due piani sotto le plance, ma un piano sopra la tuga del lanciamissili Sea Sparrow. Non vi è invece un radar dedicato alla torretta di artiglieria anteriore, con un impianto binato di cannoni Bofors da 120 mm.
Le fregate Tromp erano sia le navi di comando che quelle antiaeree di difesa di area del gruppo operativo antisommergibile. I missili antinave AGM-84 Harpoon da 110 km erano sistemati davanti ai fumaioli e avevano una capacità di impiego antinave a lungo raggio. L'insieme di missili Sea Sparrow, SM-1MR e Harpoon, i tre tipici sistemi missilistici americani, avevano dato a queste unità, di dislocamento e dimensioni praticamente uguali a quelle degli Audace ma sensibilmente più lente a motivo di una potenza motrice minore, una potenza valida per la maggior parte delle circostanze. Il sonar era presente peraltro solo nel modello a scafo, ma in due tipi diversi. Le capacità antisommergibili non erano quindi molto consistenti.
Le Tromp hanno svolto la loro funzione di navi comando dei gruppi di ricerca antisommergibili nell'oceano Atlantico; essendo piuttosto ingombre di armi, non hanno avuto molti aggiornamenti, ma almeno uno, che ha visto l'aggiunta di un sistema CIWS Goalkeeper da 30 mm per potenziare le capacità di difesa aerea è avvenuto.